# Hermione Baddeley
 (novembre 2020).
Si vous disposez d'ouvrages ou d'articles de référence ou si vous connaissez des sites web de qualité traitant du thème abordé ici, merci de compléter l'article en donnant les références utiles à sa vérifiabilité et en les liant à la section « Notes et références ».
Pour les articles homonymes, voir Baddeley.
Hermione Baddeley est une actrice anglaise, née le 13 novembre 1906 à Broseley (Royaume-Uni) et morte le 19 août 1986 à Los Angeles (Californie). Elle est notamment connue pour son rôle dans Mary Poppins, et est nommée ou récompensée aux Oscars (cinéma), aux Tony Awards (théâtre) et aux Golden Globes (télévision).

## Biographie
Star du théâtre britannique dès l'âge de 16 ans avec The Likes of Her en 1923, elle devient dans les années 1930-1940 l'une des reines de la revue à Londres.
Elle fait ensuite carrière aux Etats-Unis, où elle est nommée aux Oscars pour Les Chemins de la haute ville (1959), puis aux Tony Awards pour une pièce de Tennessee Williams qu'elle crée à Broadway en 1963, The Milk Train Doesn't Stop Here Anymore.
Hermione Baddeley participe aussi à plusieurs films pour Walt Disney, dont Mary Poppins (1964). Elle remporte un autre grand succès dans les années 1970 avec le rôle de Mrs. Nell Naugatuck dans la sitcom Maude, qui lui vaut un Golden Globe en 1976.
Elle est mariée à l'aristocrate David Tennant, avec qui elle a deux enfants : Pauline et David. Elle est la sœur cadette de l'actrice Angela Baddeley (Mrs Bridges dans la série Maîtres et Valets).

## Filmographie
- 1927 : A Daughter in Revolt : Calamity Kate
- 1928 : The Guns of Loos : Mavis
- 1930 : Caste (film) : Polly Eccles
- 1935 : Royal Cavalcade : Barmaid
- 1941 : Kipps : Miss Meryle
- 1947 : Le Gang des tueurs (Brighton Rock) : Ida Arnold
- 1947 : Il pleut toujours le dimanche (It always rains on Sunday) de Robert Hamer : Directrice de l'asile de nuit
- 1948 : No Room at the Inn : Mme Waters
- 1948 : Quartet : Beatrice Sunbury (segment The Kite)
- 1949 : Passeport pour Pimlico (Passport to Pimlico) : Edie Randall
- 1949 : Dear Mr. Prohack : Eve Prohack
- 1950 : La Femme en question (The Woman in Question) : Mme Finch
- 1951 : There Is Another Sun : Sarah, la diseuse de bonne aventure
- 1951 : Tom Brown's Schooldays : Sally Harrowell
- 1951 : Hell Is Sold Out : Mme Louise Menstrier
- 1951 : Scrooge : Mrs. Cratchit
- 1952 : Cosh Boy : Mme Collins
- 1952 : Song of Paris : Mme Ibbetson
- 1952 : Time Gentlemen, Please! : Emma Stebbins
- 1952 : Les Papiers posthumes du Pickwick Club (The Pickwick Papers) : Mme Bardell
- 1953 : Counterspy : Del Mar
- 1954 : Les Belles de Saint-Trinian (The Belles of St. Trinian's) : Miss Drownder
- 1956 : Women Without Men : Grace
- 1958 : Rag Doll : Princess
- 1959 : Les Chemins de la haute ville (Room at the Top) : Elspeth
- 1959 : Jet Storm : Mme Satterly
- 1960 : Les Seins de glace (The Rough and the Smooth) : Mme O'Grady
- 1960 : Expresso Bongo : Penelope
- 1960 : Piège à minuit (Midnight Lace) : Dora Hammer
- 1961 : Information Received : Maudie
- 1964 : La Reine du Colorado (The Unsinkable Molly Brown) : Buttercup Grogan
- 1964 : Mary Poppins : Ellen
- 1965 : Harlow : Marie Dressler
- 1965 : Les Inséparables (Marriage on the Rocks) de Jack Donohue : Jeannie MacPherson
- 1965 : Ne pas déranger s'il vous plaît (Do Not Disturb) : Vanessa Courtwright
- 1967 : L'Honorable Griffin (The Adventures of Bullwhip Griffin) : Irene Chesney
- 1967 : Le Plus Heureux des milliardaires (The Happiest Millionaire) : Mme Worth
- 1970 : Les Aristochats (The Aristocats) : Madame Adelaide de Bonnefamille (voix)
- 1972 : Up the Front : Monique
- 1974 : Contre une poignée de diamants (The Black Windmill) : Hetty
- 1979 : C.H.O.M.P.S. de Don Chaffey : Mrs. Flower
- 1980 : There Goes the Bride de Terry Marcel (en) : Daphne Drimond
- 1982 : Brisby et le Secret de NIMH (The Secret of NIMH) : Tatie Musaraigne (voix)
- 1983 : The Last Leaf : Mme McCleary

### Télévision
- 1937 : Pasquinade
- 1960 : An Age of Kings : Doll Tearsheet
- 1964 : The Cara Williams Show : Martha Burkhardt
- 1967 : Before the Fringe
- 1967 : Ma sorcière bien aimée, épisode 15 de la saison 4 : Elspeth
- 1971 : The Good Life (en) : Grace Dutton
- 1972 : Call Holme : Nora Benedict
- 1972 : Maude : Nell Naugatuck
- 1977 - 1979 : La Petite Maison dans la prairie (saison 4, épisode 1 (Kézia (Castoffs) ) : Kezia + (saison 4, épisode 4 (L'étranger dans la maison (The Handyman) ) : Kezia + saison 5, épisode 20 (Le monstre du lac (The Lake Kezia Monster) ) : Kezia
- 1983 : I Take These Men : Mme Lomax
- 1983 : Mystère et bas nylon (This Girl for Hire) : Edwina Gaylord
- 1985 : Shadow Chasers : Melody Lacey

## Distinctions

### Nominations
- 17e cérémonie des Tony Awards 1963 : Meilleure actrice dans une pièce pour The Milk Train Doesn't Stop Here Anymore
- 32e cérémonie des Oscars 1960 : Meilleure actrice dans un second rôle pour Les Chemins de la haute ville(1960).

### Récompenses
- 33e cérémonie des Golden Globes 1976 : Meilleure actrice dans un second rôle dans une série, une mini-série ou un téléfilm pour Maude (1975).